# گل عشق
 گل عشق(نام علمی: Oxalis triangularis) نام یک گونه از سرده شبدرترشک است.
```
الگو:جعبه اطلاعات گیاه‌شناسی
```

اگزالیس (به انگلیسی: Oxalis) یک جنس از گیاهان گلدار در خانوادهٔ اکسالیسه (Oxalidaceae) است که بیش از ۵۵۰ گونه را در بر می‌گیرد. این گیاهان در بیشتر مناطق جهان، به‌جز نواحی قطبی، پراکنده‌اند و تنوع گونه‌ای بالایی در برزیل، مکزیک و آفریقای جنوبی دارند.

## ویژگی‌ها
اکثر گونه‌های اگزالیس گیاهانی علفی و چندساله هستند که برگ‌های آن‌ها معمولاً سه‌برگی و به‌صورت خوشه‌ای رشد می‌کنند. گل‌های این گیاهان پنج‌پر و به رنگ‌های سفید، صورتی، قرمز یا زرد دیده می‌شوند. برخی گونه‌ها مانند Oxalis triangularis دارای برگ‌های بنفش تیره و گل‌های سفید یا صورتی هستند.

## گونه‌های مهم
Oxalis triangularis: معروف به شبدر بنفش یا برگ مثلثی، با برگ‌های بنفش تیره و گل‌های سفید یا صورتی.
Oxalis corniculata: گونه‌ای از اگزالیس با برگ‌های سبز روشن و گل‌های زرد که به‌عنوان علف هرز در بسیاری از مناطق شناخته می‌شود.
Oxalis acetosella: معروف به اگزالیس چوبی، گونه‌ای از اگزالیس با برگ‌های سبز روشن و گل‌های سفید که در جنگل‌های مرطوب رشد می‌کند.

## کاربردها
برخی گونه‌های اگزالیس مانند Oxalis tuberosa (اوکا) به‌عنوان گیاه خوراکی در مناطق کوهستانی آمریکای جنوبی کشت می‌شوند. برگ‌ها و گل‌های برخی گونه‌ها مانند Oxalis corniculata و Oxalis debilis خوراکی هستند و طعم ترش دارند. با این حال، مصرف بیش از حد آن‌ها به دلیل وجود اسید اگزالیک توصیه نمی‌شود.
== نگهداری == اگزالیس گیاهی مقاوم است که به نور متوسط تا زیاد و خاک با زهکشی خوب نیاز دارد. آبیاری منظم و جلوگیری از غرقاب شدن خاک برای رشد بهینه گیاه ضروری است. برخی گونه‌ها مانند Oxalis triangularis در شب برگ‌های خود را جمع می‌کنند و در روز باز می‌کنند که به آن‌ها ویژگی‌ای شبانه‌روزی می‌دهد.